# Levomepromazin

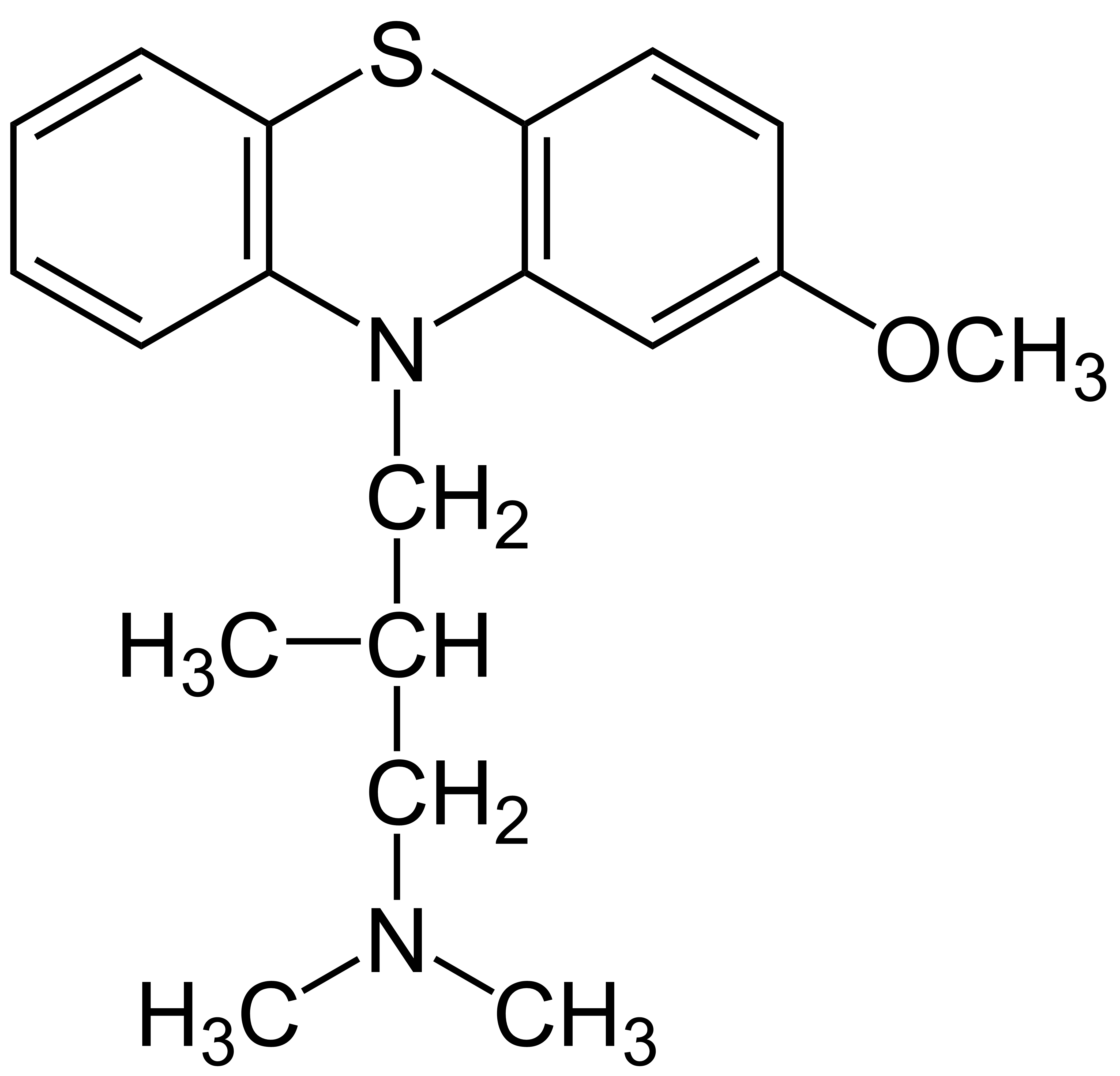
Strukturformel för levomepromazin. Levomepromazin har summaformeln C_{19}H_{24}N_{2}OS.

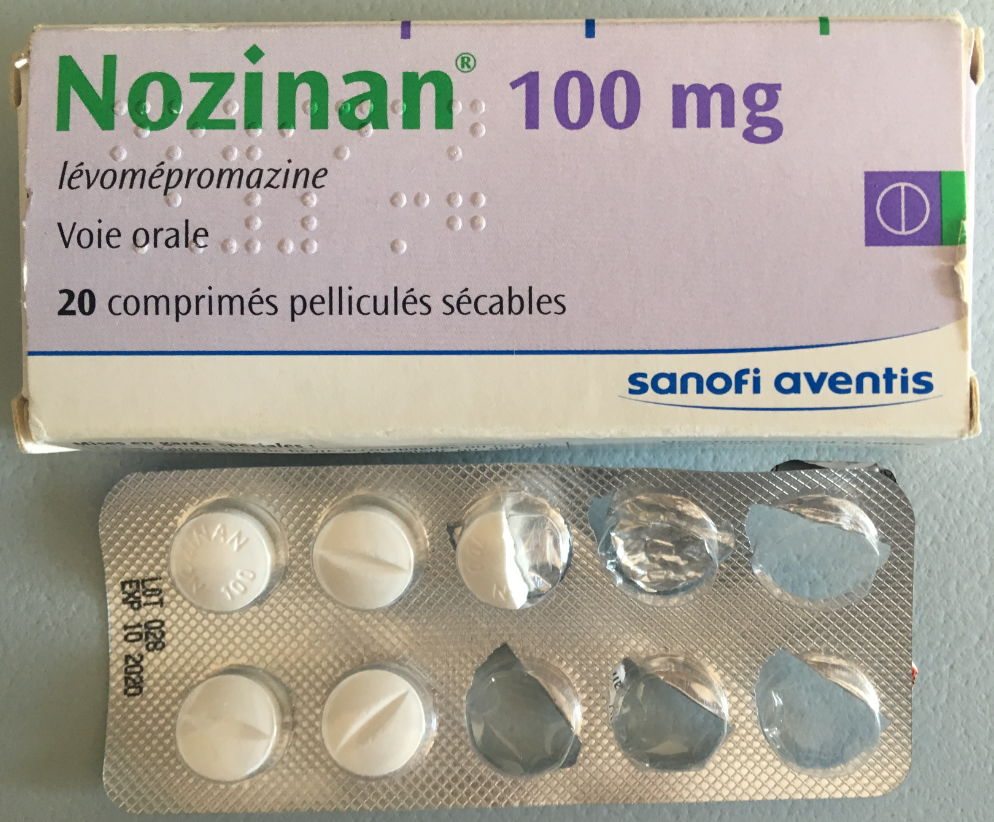
Förpackning som innehåller Nozinan, 100 mg.

Levomepromazin är ett neuroleptikum av fentiazintyp, och är ett första generationens antipsykotiskt läkemedel. Fentiazinderivat är närbesläktade med tricykliska antidepressiva läkemedel.
Levomepromazin har också använts som sömnmedicin.

## Historia
Levomepromazin utvecklades första gången år 1958 av Rhône-Poulenc och användes inom vården först i Frankrike. Den kemiska strukturen och receptorbindningsspektrat av Levomepromazin och Klorpromazin är rätt lika varann. 
Levomepromazin registrerades i Sverige den 2 juni 1959. Haloperidol kom 1961 och kom att dela distributionen med Levomepromazin och även  fentiazintyper som Klorpromazin samt Perfenazin användes under samma tidsepok, 1960-talet. Klozapin drogs snabbt tillbaka på 1970-talet och fick inte någon betydelsefull användning förrän långt senare, under 1990-talet. Perfenazin (Trilafon) växte sig stor på 1980-talet.

## Användning
Levomepromazin används som sömnmedel och i vissa fall även som underhållsbehandling av sjukdomen schizofreni, vid akut psykos och vid kronisk idiopatisk smärta. Det har även förekommit att levomepromazin används vid bipolär sjukdom, insomni och vid mani. Förr användes medicinen i huvudsak för att behandla schizofrena personer i höga doser.
Levomepromazin har oftast god effekt mot illamående. Bred effekt mot illamående har levomepromazin. Levomepromazin har potenta antiemetiska egenskaper.
Levomepromazin kan användas i samma bruk som i likhet med lergigan som lugnande medel och på samma sätt är levomepromazin inte vanebildande.
Levomepromazin har en främst sederande effekt och kan därför ha en viss ångestdämpande och antiaggressiv effekt.
Levomepromazin används i USA som smärtstillande läkemedel. I Ryssland ordineras medicinen för psykotiska tillstånd och är utbrett använd inom akutpsykiatrin på grund av dess hastigt sederande effekt. Levomepromazin har fått distribution i rätt många europeiska länder. Medicinen växte sig mest på 1970-talet, och att det gick bra kan delvis bero på att levomepromazin inte är beroendeframkallande.  

## Farmakologi

### Farmakodynamik
Levomepromazin liknar klorpromazin i struktur och farmakodynamik.
Jämfört med klorpromazin är de histaminerga egenskaperna förstärkta, och därigenom den sömngivande effekten. Som sömnmedel har det lång verkningstid och förknippas ofta med biverkningar som morgon- och dagtrötthet.
Levomepromazin binder till dopaminreceptorer såsom dopamin D2, till histaminerga receptorer som histamin H1, till alfa1-adrenoreceptorer som alfa1A, till serotoninreceptorer som 5-HT2-receptorerna och till muskarina kolinerga receptorer som muskarin M1.

### Farmakokinetik
Halveringstiden för levomepromazin sträcker sig mellan 16,5 och 77,8 timmar. Det ger ett genomsnitt på 47,1 timmar (2 dagar).

## Biverkningar
Liksom klorpromazin så kan levomepromazin orsaka olika sorters hudproblem som bieffekt såsom ljuskänslighet eller andra hudbesvär. Andra biverkningar inkluderar knockad till sömn, mild blodbildspåverkan, ökad puls, urinproblem, kramper (bl.a kramp i käken), tardiv dyskinesi, blodtrycksfall, hjärtklappning, nästäppa, viktuppgång och muntorrhet samt allergiska reaktioner i samband med medicineringen. Grova mardrömmar kontinuerligt och sluddrande tal förekommer samt känsla av tomhet. Det är inte bra att kombinera medicinen med alkohol eftersom det kan leda till fall och att man får svårt att ställa sig upp.

## Namn
Läkemedel med levomepromazin som aktiv substans marknadsförs i Sverige under handelsnamnet Nozinan. 